# Andrzej Ehrenfeucht
Andrzej Ehrenfeucht (Vilnius, 8 de agosto de 1932) é um matemático e cientista da computação polonês-estadunidense. Trabalha principalmente nas áreas de lógica matemática e bioinformática.

## Vida e obra
Ehrenfeucht estudou matemática na Universidade de Varsóvia e obteve um doutorado no Instituto de Matemática da Academia de Ciências da Polônia, orientado por Andrzej Mostowski. Desde 1972 é professor de informática e Distinguished Professor da Universidade do Colorado em Boulder.
É conhecido pela técnica do jogo de Ehrenfeucht–Fraïssé (com o francês Roland Fraïssé como resultado de sua tese de 1950), que possibilita mostrar a equivalência elementar, ou não equivalência, de estruturas na teoria dos modelos.
Casou com Ina Tarski, filha de Alfred Tarski.

## Obras
- Andrzej Ehrenfeucht, Tero Harju, Ion Petre, David M. Prescott, Grzegorz Rozenberg Computation in living cells: gene assembly in ciliates, Springer, 2004, ISBN 3540407952
- Patricia Baggett, Andrzej Ehrenfeucht Breaking Away from the Math Book: creative projects for grades K-6, ISBN 1566762995
- Andrzej Ehrenfeucht, Tero Harju, Grzegorz Rozenberg: The Theory of 2-Structures: A Framework for Decomposition and Transformation of Graphs,  World Scientific, 1999. ISBN 9810240422